# 琴江駅
琴江駅（クムガンえき）は大韓民国大邱広域市東区にある、韓国鉄道公社（KORAIL）の駅である。大邱線移設事業により東大邱駅 - 清泉駅間が新線に切り替えられ、旧線の東村駅と半夜月駅を統合する形で2005年11月1日に新設された。
1日2回、東大邱駅と浦項駅を結ぶ通勤列車が停車していたが、2008年にそれが廃止され、さらに1日の利用者が5~10人ほどしかいなかったことも重なり、わずか3年足らずで旅客取り扱いが中止された。

## 接続する鉄道路線
韓国鉄道公社　
大邱線　

## 駅構造
2面4線の地上駅である。

## 歴史
- 2005年11月1日：開業。
- 2008年1月1日：旅客取り扱い中止。
- 2011年4月7日：大邱線複線電化工事開始[1]。
- 2020年：大邱線複線電化工事完成予定。

## 隣の駅
韓国鉄道公社　
大邱線（東大邱駅 - 佳川駅間は京釜線）
東大邱駅 - (顧母駅) - (佳川駅) - 琴江駅 - (清泉駅) - 河陽駅